# Heiligenberg (Dün)
Der Heiligenberg ist mit 493,6 m ü. NHN ein Berg im Dün im Obereichsfeld im Nordwesten Thüringens.
Er befindet sich innerhalb des Naturparks Eichsfeld-Hainich-Werratal im westlichen Teil des Dün zwischen den Ortschaften Kreuzebra im Südosten, Geisleden im Südwesten und Wingerode im Norden. Die Kreisstadt Heilbad Heiligenstadt liegt etwa sechs Kilometer in westlicher Richtung.
Der überwiegend bewaldete Berg (Buchenmischwald) ist nur zu Fuß über verschiedene Wanderwege zu erreichen. An seinem nordwestlichen Ausläufer Richtung Herrenberg befindet sich ein Aussichtspunkt (Schöne Aussicht) mit einer Schutzhütte und Aussicht auf das mittlere Eichsfeld mit dem Zehnsberg, das Ohmgebirge und bis zum Harz. Südlich der Bergkuppe am Waldrand befindet sich die Kapelle Steinhagen an Stelle der mittelalterlichen Siedlung und heutigen Wüstung Sachsenhagen. Der 1570/80 erstmals erwähnte Ort bestand aus einer Hofanlage, die in den 1960er Jahren abgerissen wurde. Zwei schattenspendende Bäume und Sitzgelegenheiten laden dort zu einer Rast und Aussicht auf das Obere Eichsfeld ein.